# Cratere Sumgin
Sumgin  è un cratere sulla superficie di Marte.